# شاش‌دان

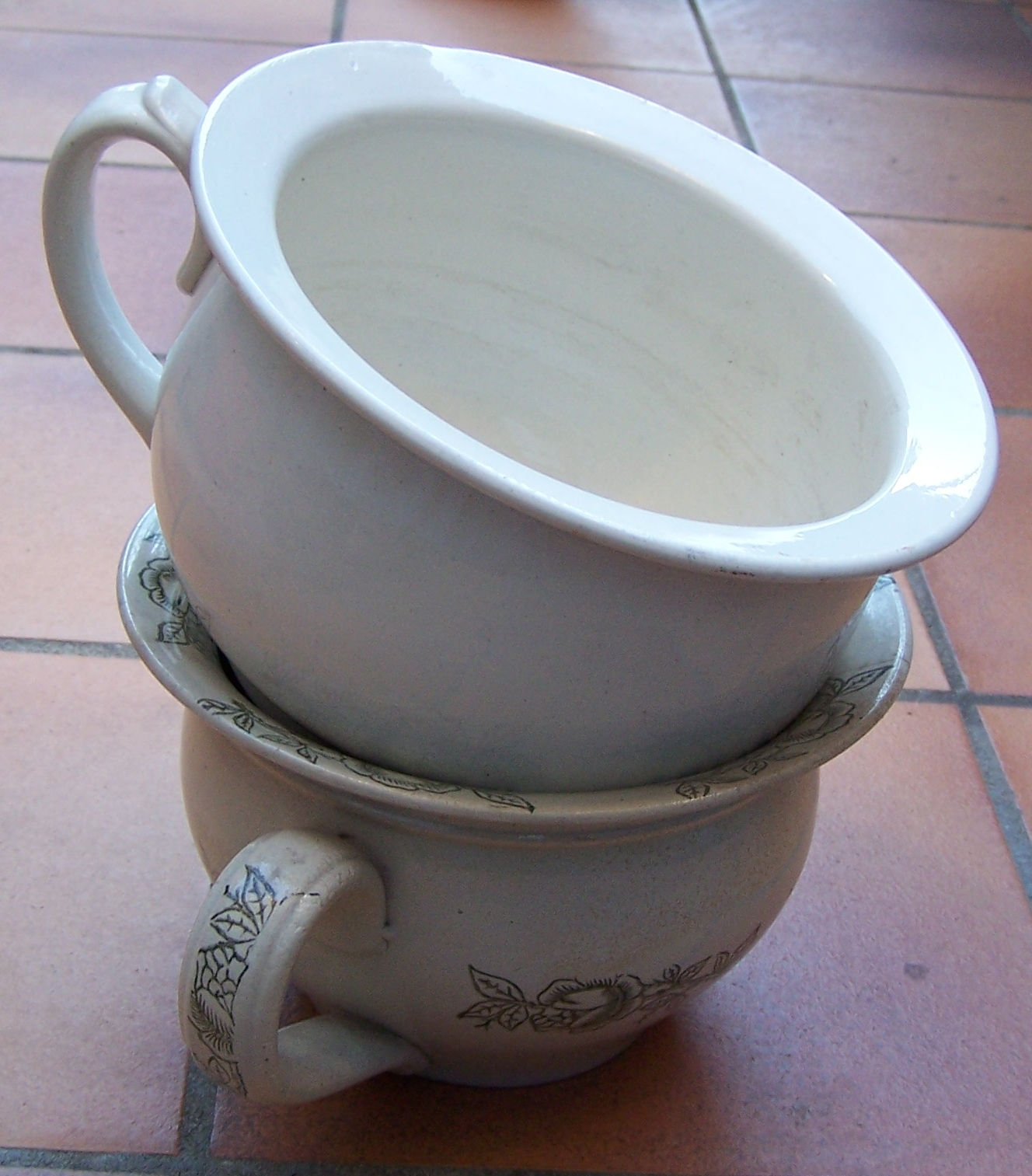
شاشدان

شاشدان  (به انگلیسی: chamber pot) ظرفی است که در محل خواب برای ادرار در شب استفاده می‌شود.
شاشدان معمولاً به شکل ظرفی دهان‌گشاد و دسته‌دار است.